# Ombra mai fu
Ombra mai fu es el aria de apertura de la ópera Jerjes  de Georg Friedrich Händel estrenada en 1738.

## Contexto
La ópera fue un fracaso comercial, con sólo cinco representaciones en Londres después de su estreno. En el siglo XIX, aun así, esta aria fue redescubierta y ha llegado a ser una de las piezas mejor conocidas de Händel. Händel adaptó el aria de la versión de Giovanni Bononcini quien, a su vez, la adaptó de la de Francesco Cavalli. Los tres compositores hicieron versiones de la misma ópera con el libreto de Nicolò Minato.

## Música
Originalmente compuesta para ser cantada por un castrato (en las representaciones modernas de Serse es cantada por un contratenor, una contralto o una mezzosoprano). Hay arreglos también para otros tipos de voz y diferentes instrumentos, incluyendo órgano solo, piano solo, violín y piano, y conjunto de cuerda, a menudo bajo el título Largo de Jerjes, a pesar de que el tempo original está indicado como larghetto.
En la ópera, el aria está precedida por un breve recitativo accompagnato de nueve compases, que enmarca la escena (Frondi tenere e belle). El aria misma es también breve, consta de 52 compases y típicamente dura entre 3 y 4 minutos.
La instrumentación es para una sección de cuerdas: dos violines, viola, y bajos. La armadura es Fa mayor, el compás es 3/4 . La gama vocal cubre de C4 a F5 con una tesitura de F4 a F5.

## Letra

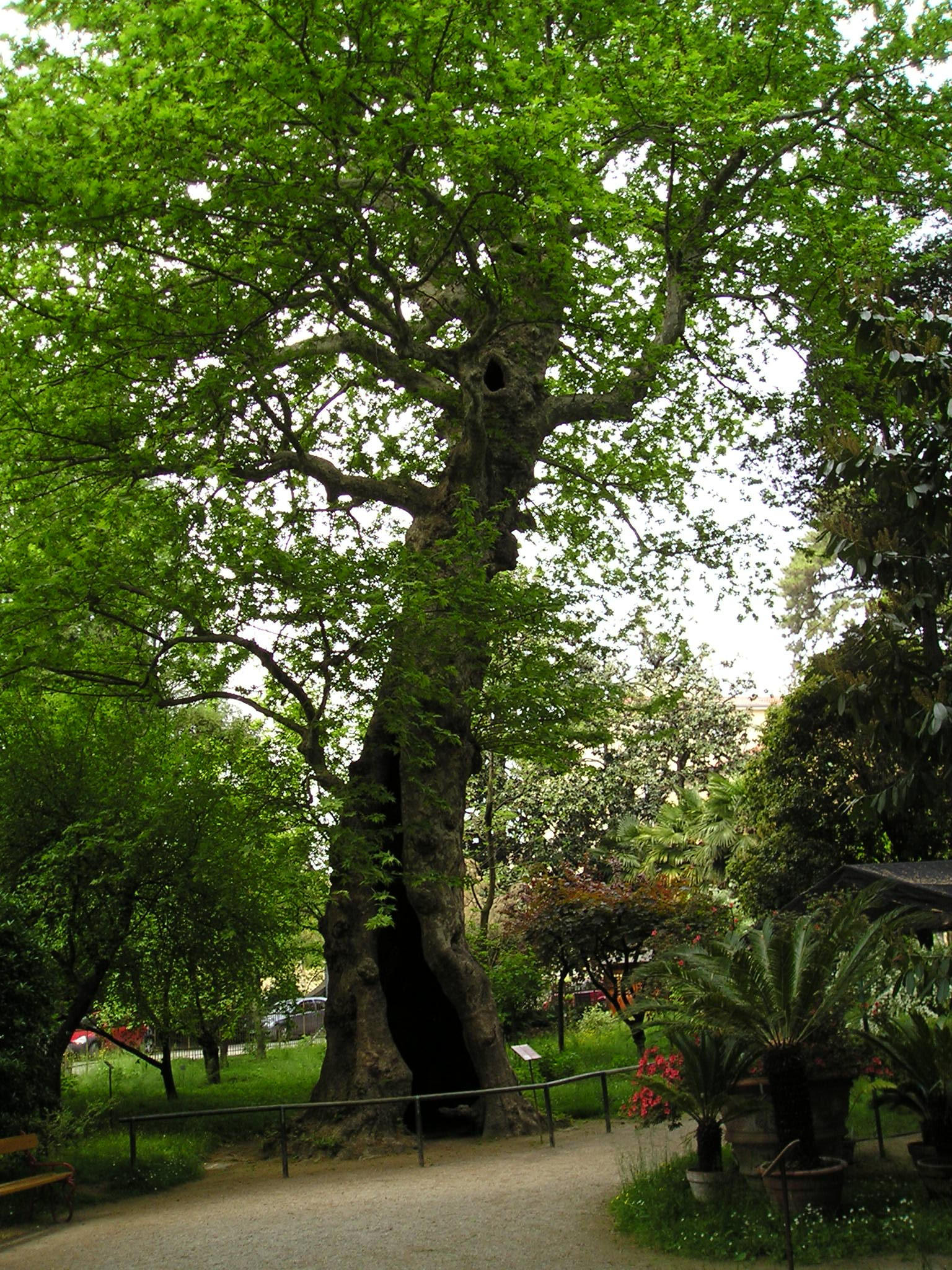
Plátano de sombra (plantado en 1680)

El título se puede traducir del italiano como Nunca fue una sombra. Lo canta el protagonista, Jerjes I rey de Persia, admirando la sombra de un árbol llamado Plátano oriental o plátano de sombra.
| Frondi tenere e belle del mio platano amato per voi risplenda il fato. Tuoni, lampi, e procelle non v'oltraggino mai la cara pace, né giunga a profanarvi austro rapace. Ombra mai fu di vegetabile, cara ed amabile, soave più. | Tiernas y hermosas hojas de mi amado plátano que el destino te ilumine. Que truenos, relámpagos y tormentas nunca perturben tu querida paz, ni que un viento del sur voraz venga a profanarte. Nunca hubo sombra de vegetal, querido y adorable, más dulce. |